# 黒田研二
黒田 研二（くろだ けんじ、1969年1月13日 - ）は、日本の小説家・推理作家。三重県桑名市出身。三重県立桑名高等学校、信州大学経済学部卒業。

## 経歴
出版社勤務を経て、2000年にフリーターをする傍ら執筆した『ウェディング・ドレス』で第16回メフィスト賞を受賞しデビュー。
近年では漫画版『逆転裁判』『逆転検事』シリーズの脚本や『青鬼』シリーズのノベライズ、サウンドノベル『TRICK×LOGIC』の一部シナリオや『真かまいたちの夜 11人目の訪問者』のメインシナリオなどゲーム関連の仕事も手がけている。

## 作品リスト

### 小説

#### 単著
- ウェディング・ドレス（2000年6月 講談社ノベルス / 2008年2月 講談社文庫）
- ペルソナ探偵（2000年11月 講談社ノベルス / 2009年2月 講談社文庫）
- 硝子細工のマトリョーシカ（2001年7月 講談社ノベルス）
- 今日を忘れた明日の僕へ（2002年1月 原書房）
- 嘘つきパズル 究極の名探偵・誕生（2002年4月 白泉社My文庫）
- ふたり探偵 寝台特急「カシオペア」の二重密室（2002年5月 光文社カッパ・ノベルス / 2010年7月 光文社文庫）
- 笑殺魔 《ハーフリース保育園》推理日誌（2002年6月 講談社ノベルス）
- 闇匣（2002年12月 講談社ノベルス）
- クレイジー・クレーマー（2003年4月 実業之日本社ジョイ・ノベルス / 2012年4月 実業之日本社文庫）
- 阿弥陀ヶ滝の雪密室 ふたり探偵シリーズ（2003年5月 光文社カッパ・ノベルス）
- 白昼蟲 《ハーフリース保育園》推理日誌（2004年3月 講談社ノベルス）
- 幻影のペルセポネ（2004年9月 文藝春秋）
- 霧の迷宮から君を救い出すために（2004年10月 実業之日本社ジョイ・ノベルス）
- 結婚なんてしたくない（2005年11月 幻冬舎）
- カンニング少女（2006年4月 文藝春秋 / 2009年3月 文春文庫）
- ナナフシの恋〜Mimetic Girl〜（2007年12月 講談社ノベルス / 2012年9月 講談社文庫）
- さよならファントム（2011年12月 講談社ノベルス）
- キュート&ニート（2012年1月 文藝春秋 / 2014年7月 文春文庫）
- ドライブ（2014年3月 TO文庫）
  - 【改題】ワゴンに乗ったら、みんな死にました。（2022年2月 TO文庫）
- 家族パズル（2019年12月 講談社）
  - 【改題】神様の思惑（2022年12月 講談社文庫）

#### 共著
- Killer X（2001年11月 光文社カッパ・ノベルス / 2006年1月 光文社文庫） - 2001年刊行時はクイーン兄弟名義
- 千年岳の殺人鬼（2002年12月 光文社カッパ・ノベルス / 2007年2月 光文社文庫）
- 永遠の館の殺人（2004年7月 光文社カッパ・ノベルス / 2009年1月 光文社文庫）
  - 上記3作は二階堂黎人との合作
- EDS緊急推理解決院（2005年11月 光文社カッパ・ノベルス）
  - 石持浅海・加賀美雅之・小森健太朗・高田崇史・柄刀一・鳥飼否宇・二階堂黎人・松尾由美との合作

#### アンソロジー
「」内が黒田研二の作品
- 本格推理8 悪夢の創造者たち（1996年9月 光文社文庫）「そして誰もいなくなった……のか？」
  - 公募アンソロジーに掲載された、アマチュア時代の作品。
- 黄昏ホテル（2004年11月 小学館）「あなたがほしい」
- 川に死体のある風景（2006年5月 東京創元社 / 2011年2月 創元推理文庫）「水底の連鎖」
- 本格ミステリ06（2006年5月 講談社ノベルス）「コインロッカーから始まる物語」
  - 【改題】珍しい物語のつくり方（2010年1月 講談社文庫）
- 本格ミステリ08（2008年6月 講談社ノベルス）「はだしの親父」
  - 【改題】見えない殺人カード（2012年1月 講談社文庫）
- ザ・ベストミステリーズ 2008（2008年7月 講談社）「はだしの親父」
  - 【改題】Play 推理遊戯 ミステリー傑作選（2011年4月 講談社文庫）
- ミステリ愛。免許皆伝!メフィスト道場（2010年3月 講談社ノベルス）「神様の思惑」
- 本格ミステリ'10（2010年6月 講談社ノベルス）「我が家の序列」
  - 【改題】凍れる女神の秘密（2014年1月 講談社文庫）
- ナユタン星からのアーカイヴ（2017年9月 ＰＨＰ研究所）「太陽系デスコ」
- 忍者大戦 赤ノ巻（2018年9月 光文社文庫）「怨讐の峠」
- 御城の事件 〈西日本篇〉（2020年4月 光文社文庫）「幻術の一夜城」

### ノベライズ

#### 青鬼
- 青鬼（2013年2月 PHP研究所）
- 青鬼 復讐編（2013年12月 PHP研究所）
- 青鬼 異形編（2014年8月 PHP研究所）
- 青鬼 怨霊編（2015年6月 PHP研究所）
- 青鬼 無終編（2016年3月 PHP研究所）
- 青鬼 断章編（2017年3月 PHP研究所）
- 青鬼 ジェイルハウスの怪物（2018年2月 PHPジュニアノベル）
- 青鬼 廃校の亡霊（2018年7月 PHPジュニアノベル）
- 青鬼 真夜中の地下病棟（2018年11月 PHPジュニアノベル）
- 青鬼 ドクロ島からの脱出（2019年5月 PHPジュニアノベル）
- 青鬼 ゾンビだらけの遊園地（2019年11月 PHPジュニアノベル）
- 青鬼 怪魚の眠る水族館（2020年5月 PHPジュニアノベル）
- 青鬼 沈黙の映画館（2020年12月 PHPジュニアノベル）
- 青鬼 あやしい館からのだっしゅつ（2021年2月 PHPとっておきのどうわ）
- 青鬼 図書館の透明人間（2021年7月 PHPジュニアノベル）
- 青鬼 かがみの城からのだっしゅつ（2021年12月 PHPとっておきのどうわ）
- 青鬼 開かずの扉と虹色の蝶（2022年3月 PHPジュニアノベル）
- 青鬼 ジェイルハウスの決戦（2022年8月 PHPジュニアノベル）
- 青鬼 無人島からのだっしゅつ（2022年9月 PHPとっておきのどうわ）
- 青鬼外伝 ひろしの秘密の一日（2023年3月 PHPジュニアノベル）
- 青鬼 ハロウィンにひそむ獣たち（2023年9月 PHPジュニアノベル）
- 青鬼 サーカスに集う怪物たち（2024年1月 PHPジュニアノベル）
- 青鬼 なぞに満ちた巨大迷宮（2024年7月 PHPジュニアノベル）
- 青鬼 迷いの森とヒグラシのなく声（2025年3月 PHPジュニアノベル）
- 青鬼0 -ZERO- はじまりのジェイルハウス（2025年8月 PHPジュニアノベル）
  - 原作：noprops、挿画：鈴羅木かりん

#### その他
- 逆転裁判 逆転の架け橋（講談社『IN-POCKET』2007年6月号 - 7月号）
  - 監修：カプコン、絵：前川かずお
- 極限脱出 9時間9人9の扉 オルタナ（2010年2月 - 3月 講談社BOX【上・下】）
  - 原作：チュンソフト、シナリオ：打越鋼太郎、絵：西村キヌ
- ダンス・マカブル 追憶の迷宮（2015年6月 KADOKAWA）
  - 原作：小麦畑、イラスト：鈴羅木かりん

### コミカライズ
- 逆転裁判（2007年4月 - 2008年12月、全5巻）
- 逆転検事（2009年6月 - 2011年2月、全4巻）
  - 共に監修：カプコン、絵：前川かずお
- 公式アンソロジーコミック 青鬼 闇蘇露編（2014年7月 PHP研究所）
  - 原作：noprops、漫画：鈴羅木かりん 他
- 青鬼 元始編（2015年4月 - 2016年12月、全4巻）
  - 原作：noprops、漫画：鈴羅木かりん

### ゲームシナリオ
- 『TRICK×LOGIC』season2 事件ファイル5『亡霊ハムレット』及び おまけシナリオ『暴走ジュリエット』
- 『真かまいたちの夜 11人目の訪問者』 メインシナリオほか執筆
- 『VOCADOL』

### 舞台脚本
- アンラッキーガール（ガールズ演劇『ステラ劇場』、2019年10月10日 - 13日、OVAL THEATER）
- アパレルショップ綺羅の怪事件（ガールズ演劇『ステラ劇場』、2020年9月予定）